# Denis Inkin
Denis Inkin (en russe : Денис Анатольевич Инкин, transcription française : Denis Anatolievitch Inkine) est un boxeur russe né le 7 janvier 1978 à Novossibirsk.

## Carrière
Il devient champion du monde des poids super moyens WBO le 27 septembre 2008 en battant aux points Fulgencio Zuniga mais perd cette ceinture dès sa première défense face au hongrois Karoly Balzsay le 10 janvier 2009.